# زنده و بی‌مرگ
«زنده و بی‌مرگ» (به انگلیسی: Live Undead) آلبومی از گروه موسیقی ترش متال اسلیر است که در سال ۱۹۸۴ میلادی منتشر شد.